# Darpvenner Steine I-III
De Darpvenner Steine I–III zijn drie ganggraven die vlak bij elkaar gelegen zijn. Ze staan bekend onder Sprockhoff-Nr. 900 tot 902. De megalitische bouwwerken werden tussen 3500 en 280 v.Chr. opgericht en worden toegeschreven aan de Trechterbekercultuur.
De hunebedden liggen buurtschap Driehausen bij Venne, vlak naast de Driehauser Straße (K416), in Ostercappeln, Landkreis Osnabrück in Nedersaksen. Ze maken onderdeel uit van de Straße der Megalithkultur.
De graaf van Münster heeft in 1807 de eerste afgravingen uitgevoerd. Hierbij werden scherven van keramiek, een stenen bijl en pijlpunten aangetroffen. Ook werd een schijf van barnsteen en kralen van barnsteen gevonden.

## Darpvenner Steine I
Dit hunebed (Sprockhoff-Nr. 900) ligt ca. 500 meter ten noordoosten van Driehausen. De kransstenen van de ovalen krans zijn niet allemaal bewaard gebleven. De kamer is oost-west georiënteerd en is 15,3 meter lang en 1,5 meter breed. De kamer is relatief goed behouden gebleven. De oorspronkelijke 25 draagstenen zijn er allemaal nog. Van de oorspronkelijke tien dekstenen zijn vier verdwenen. De ingang is niet gevonden. Het volledige bouwwerk is 17,3 meter lang en 4,4 meter breed.

## Darpvenner Steine II
Het relatief kleine oost-west georiënteerde bouwwerk (Sprockhoff-Nr. 901) heeft een kamer van 8 meter lang en 2,3 meter breed. Er zijn nog 12 draagstenen en 3 dekstenen aanwezig. Er zijn nog brokstenen van dekstenen in de omgeving te vinden.

## Darpvenner Steine III
Het bouwwerk (Sprockhoff-Nr. 902) is oost-west georiënteerd en bestaat alleen uit de 10,5 meter lange en 1,5 meter brede kamer. Er zijn nog 16 van de oorspronkelijk 17 draagstenen aanwezig. Van de oorspronkelijke 8 dekstenen zijn vier verdwenen. De toegang lag vermoedelijk in het midden van de zuidelijke zijde.

## Afbeeldingen

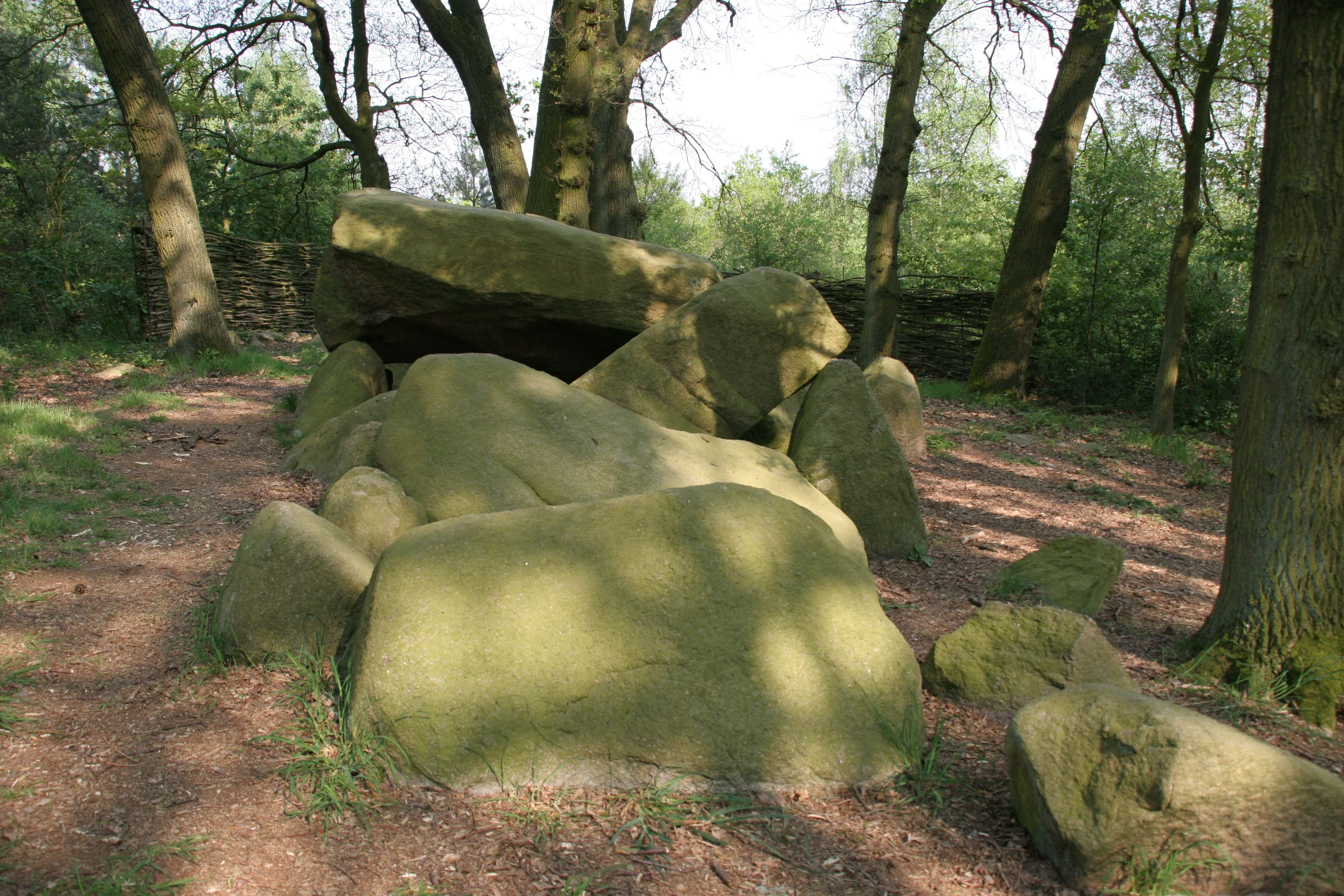
Darpvenne I
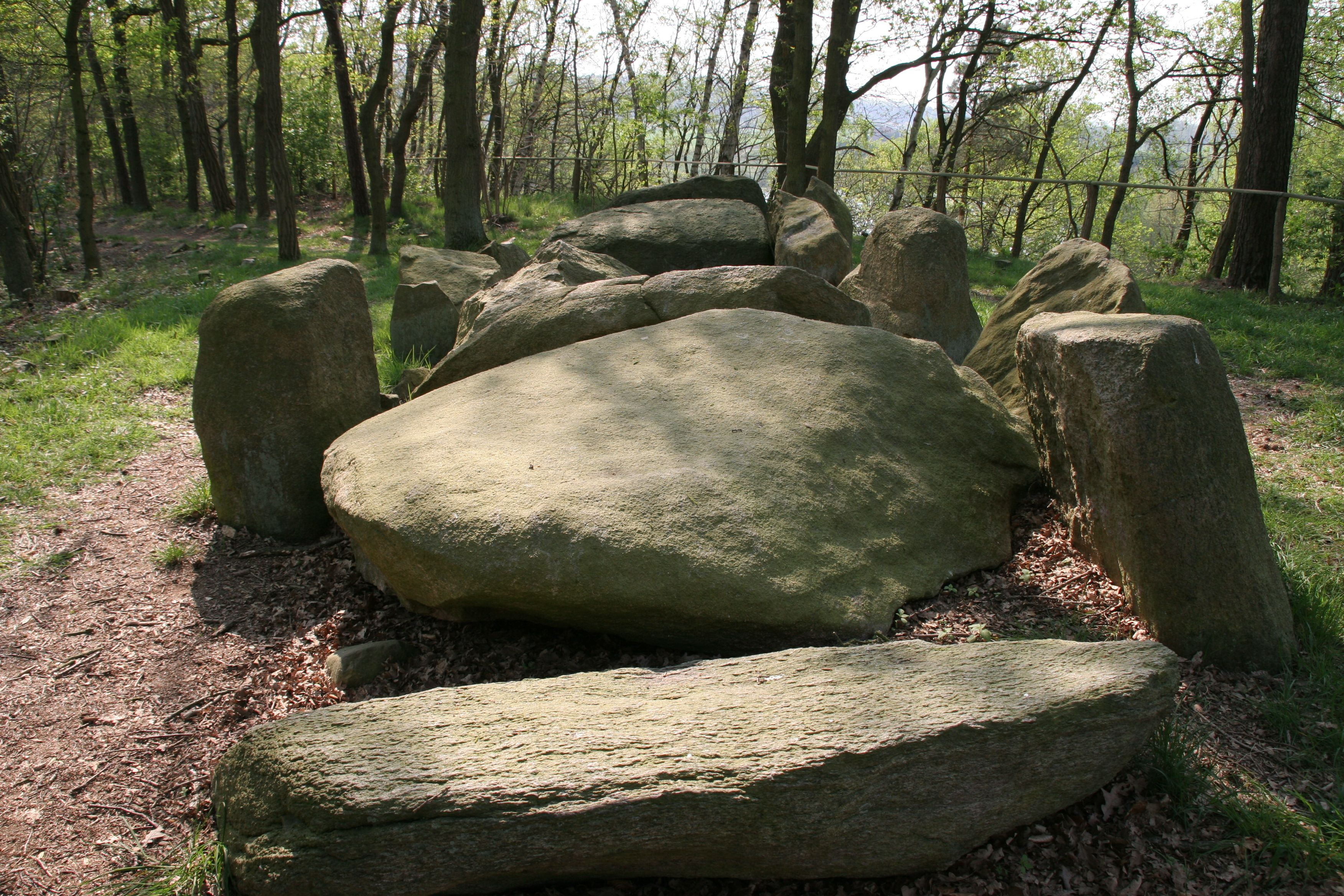
Darpvenne II